# Diastobranchus
Diastobranchus is een geslacht van straalvinnige vissen uit de familie van kuilalen (Synaphobranchidae). Het geslacht is voor het eerst wetenschappelijk beschreven in 1923 door Barnard.